# Patricio Boolsen
Patricio Boolsen (Buenos Aires, 28 gennaio 1998) è un calciatore argentino, difensore del Ferro Carril Oeste.

## Carriera
Cresciuto nel settore giovanile del Racing Club, dal 2019 al 2021 gioca in prestito al Santamarina, militando per un biennio nella seconda divisione argentina. In vista della stagione 2022 viene acquistato a titolo definitivo dall'Aldosivi, con cui ha esordito in Primera División il 15 giugno 2022, in occasione dell'incontro perso per 1-0 contro il Patronato.

## Statistiche

### Presenze e reti nei club
Statistiche aggiornate al 4 dicembre 2022.
| Stagione           | Squadra            | Campionato         | Campionato | Campionato | Coppe nazionali | Coppe nazionali | Coppe nazionali | Coppe continentali | Coppe continentali | Coppe continentali | Altre coppe | Altre coppe | Altre coppe | Totale | Totale |
| Stagione           | Squadra            | Comp               | Pres       | Reti       | Comp            | Pres            | Reti            | Comp               | Pres               | Reti               | Comp        | Pres        | Reti        | Pres   | Reti   |
| ------------------ | ------------------ | ------------------ | ---------- | ---------- | --------------- | --------------- | --------------- | ------------------ | ------------------ | ------------------ | ----------- | ----------- | ----------- | ------ | ------ |
| 2019-2020          | Santamarina        | PBN                | 9          | 1          |                 | -               | -               |                    | -                  | -                  |             | -           | -           | 9      | 1      |
| 2020               | Santamarina        | PBN                | 7          | 1          |                 | -               | -               |                    | -                  | -                  |             | -           | -           | 7      | 1      |
| 2021               | Santamarina        | PBN                | 30         | 2          |                 | -               | -               |                    | -                  | -                  |             | -           | -           | 30     | 2      |
| Totale Santamarina | Totale Santamarina | Totale Santamarina | 46         | 4          |                 | -               | -               |                    | -                  | -                  |             | -           | -           | 46     | 4      |
| 2022               | Aldosivi           | PD                 | 14         | 1          | CA+CdL          | 1+5             | 0               |                    | -                  | -                  |             | -           | -           | 20     | 1      |
| Totale carriera    | Totale carriera    | Totale carriera    | 60         | 5          |                 | 6               | 0               |                    | -                  | -                  |             | -           | -           | 66     | 5      |